# Mistrzostwa Ameryki Północnej, Środkowej i Karaibów w Piłce Siatkowej Mężczyzn 2003
XVIII Mistrzostwa Ameryki Północnej w piłce siatkowej mężczyzn odbyły w 2003 roku w miejscowości Culiacán (Meksyk). W mistrzostwach wystartowało 7 reprezentacji. Złoty medal po raz piąty w historii zdobyła reprezentacja USA.

## Klasyfikacja końcowa
| Miejsce | Reprezentacja     |
| ------- | ----------------- |
|         | Stany Zjednoczone |
|         | Kanada            |
|         | Kuba              |
| 4.      | Meksyk            |
| 5.      | Portoryko         |
| 6.      | Panama            |
| 7.      | Gwatemala         |